# Механичен лиценз
В закона за авторското право механичният лиценз (на английски: mechanical license) е лиценз от притежателя на авторските права върху композиция или музикално произведение на друга страна за „кавър версия“, възпроизвеждане или вземане на част от оригиналната композиция. Прилага се за произведения, защитени с авторски права, които не са нито безплатни/с отворен код, нито публично достояние.

## Концепция
Голяма част от съвременната музика се състои от два различни елемента на авторско право. Единият е самата композиция, която се състои от музикалната композиция и текста, като всяко от тях може да има отделни авторски права. Вторият е самият звукозапис, което включва всички материални копия на изпълнението на произведението (като: винилови плочи, касети, CD дискове, и цифрови формати като MP3), също и всички публични изпълнения на произведението (като излъчване по радиото).  Авторските права между композицията и звукозаписа често се държат от различни страни.
Механичният лиценз е лиценз предоставен от притежателя на авторските права върху композиция или музикално произведение на друга страна за „кавър песен“, възпроизвеждане или вземане на част от оригиналната композиция. В рамките на закона за авторското право в Съединените щати такива механични лицензи са задължителни; всяка страна може да получи лиценз без разрешение от притежателя на лиценза, като плати определена лицензионна такса, която към 2018 г. е била определена на 9,1 цента на композиция или 1.75 цента на минута композиция, които трябва да отидат на притежателя на авторските права върху композицията. Тези такси се плащат на агенции като Агенция Хари Фокс (Harry Fox Agency), които или вече представляват притежателите на авторски права върху композицията, или са в състояние да насочат средствата към правилната страна. Механичните лицензи не прилагат частта от звукозаписа на композицията и вместо това трябва да се търси отделен немеханичен лиценз от притежателя на авторските права върху звукозаписа (обикновено музикалният изпълнител или агенцията, която ги представлява).
Пример: Puff Daddy иска да ползва част началния риф от „Every Breath You Take“ на The Police. Той се свързва с притежателя на авторските права на основното музикално произведение и получава механичен лиценз за използване на цялата или част от песента на The Police в неговия състав. Сега той има право да възпроизведе целия или част от „Every Breath You Take“ в новата си песен. Той обаче не може да закупи Greatest Hits на The Police, да вземе компакт диск (или MP3 от iTunes) в студиото, да извади песента от фонорекорда и да ползва рифа в новата си песен. За да извади Puff Daddy от фонозаписа на музиката на The Police, той трябва да получи както механичен лиценз от притежателя на авторските права на основното музикално произведение, така и лиценз от притежателя на авторските права на фонозаписа, от който копира пробата. Той може свободно да наема музиканти за възпроизвеждане на звука на The Police, но не може да копира от който и да е звукозапис само с механичен лиценз.
Механичен лиценз може да се използва само след като първоначалният притежател на авторските права е упражнил изключителното си право на първо публикуване или е договорено разрешение.
В американското законодателство, дял от Кодекса на САЩ 17, глава 1, раздел 115 (а) (2) гласи: „Задължителният лиценз включва привилегията да се направи музикална аранжировка на произведението до степента, необходима, за да се приведе в съответствие със стила или начина на интерпретация на съответното изпълнение, но аранжиментът не трябва да променя основната мелодия или основния характер на произведението ... „като по този начин се предотвратява използването на механични лицензи за създаване на по същество производни произведения на музикално произведение.
Музикантите често използват този лиценз за самореклама. Пример – виолончелист, който е изпълнил музикално произведение върху запис, може да получи механичен лиценз, за да може да разпространява копия от записа на други като пример за свиренето си на виолончело. Изпълнителите на записи също използват това, когато записват кавър версии на песни. Това е често срещано сред изпълнители, които обикновено не пишат свои песни. В Съединените щати това се изисква от закона за авторското право, независимо дали копията са за търговска продажба. Музикантът трябва да връчи на притежателя на авторските права Известие за намерение (Notice Of Intent/NOI), за да получи задължителен лиценз за разпространение на недигитални носители на записа. 
Механичен лиценз не се изисква за артисти, които записват и разпространяват напълно оригинални произведения.

## История
Идеята за механични лицензи идва около началото на 19 век, с популярността на т.нар механично пиано, с възможност за възпроизвеждане на песни, кодирани на ролка хартия. Тогава нотната индустрия вярва, че възпроизвеждането на техните песни е нарушение на авторските права, и предприема правни действия, които водят до делото на Върховния съд на САЩ, White-Smith Music Publishing Co. срещу Apollo Co. (209 US 1) през 1908 г. Върховният съд постановява, че ролките за пиано не са копия на музиката на ищеца, а вместо това са част от машината, която създава музика, и по този начин производителите на пиано и ролки за пиано не трябва да плащат хонорари на композиторите. Авторите на песни лобират в Конгреса на Съединените щати след решението, и успяват да установят естеството на механичните лицензи в Закона за авторското право от 1909 г.
Оттогава естеството на закона за авторското право по отношение на механичните лицензи непрекъснато се актуализира, за да включва нови видове носители на звукозаписи и записи. Например през октомври 2006 г. Регистърът на авторските права постановява, че мелодиите на звънене подлежат на задължително лицензиране. Законът за модернизация на музиката, приет през 2018 г., внедрява процеси за цифрови стрийминг услуги за плащане на задължителния механичен лиценз чрез нова организация с нестопанска цел, създадена от закона, известна като Механичен лицензионен колектив (Mechanical Licensing Collective /MLC). Законът за модернизация на музиката променя процеса на подаване на известия за намерение (NOI), за да се получи задължителен лиценз. Докато потенциален лицензополучател, който възнамерява да направи дигитални репродукции на произведението, би могъл преди това да подаде NOI до службата за авторски права, когато името и / или адресът на притежателя на авторските права не могат да бъдат намерени, съгласно новия закон, Службата за авторско право вече не приема известия за намерение за получаване на механичен лиценз за цифрови фонозаписни доставки на произведение.